# 圣米歇尔-圣母院站
圣米歇尔-圣母院站（法語：Gare Saint-Michel - Notre-Dame），是法国的一个铁路车站，属于大区快铁B线和大区快铁C线，位于巴黎第五区。属于第一收费区（法語：Zone 1）。

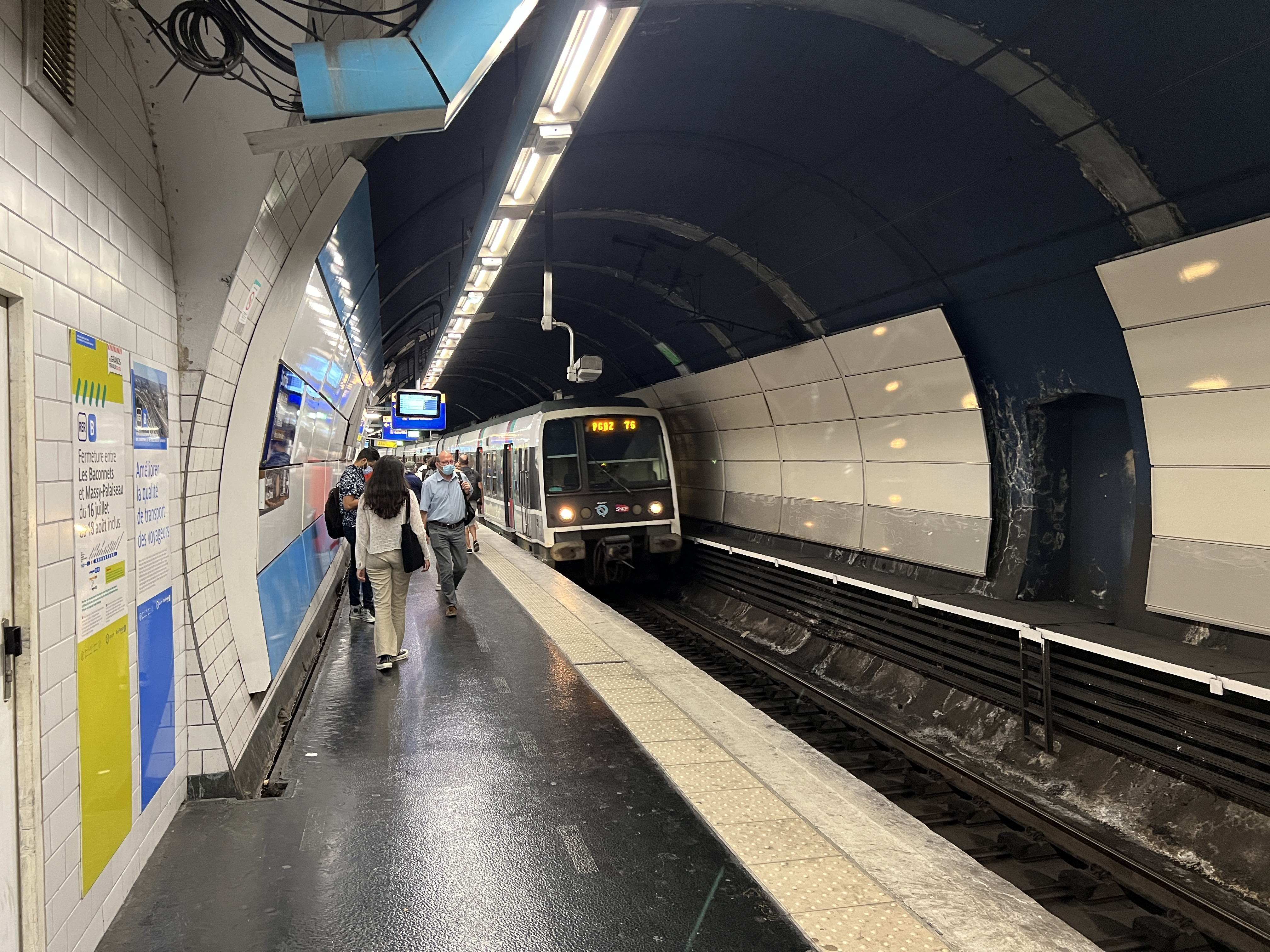
RER B線月台 (2022年7月)

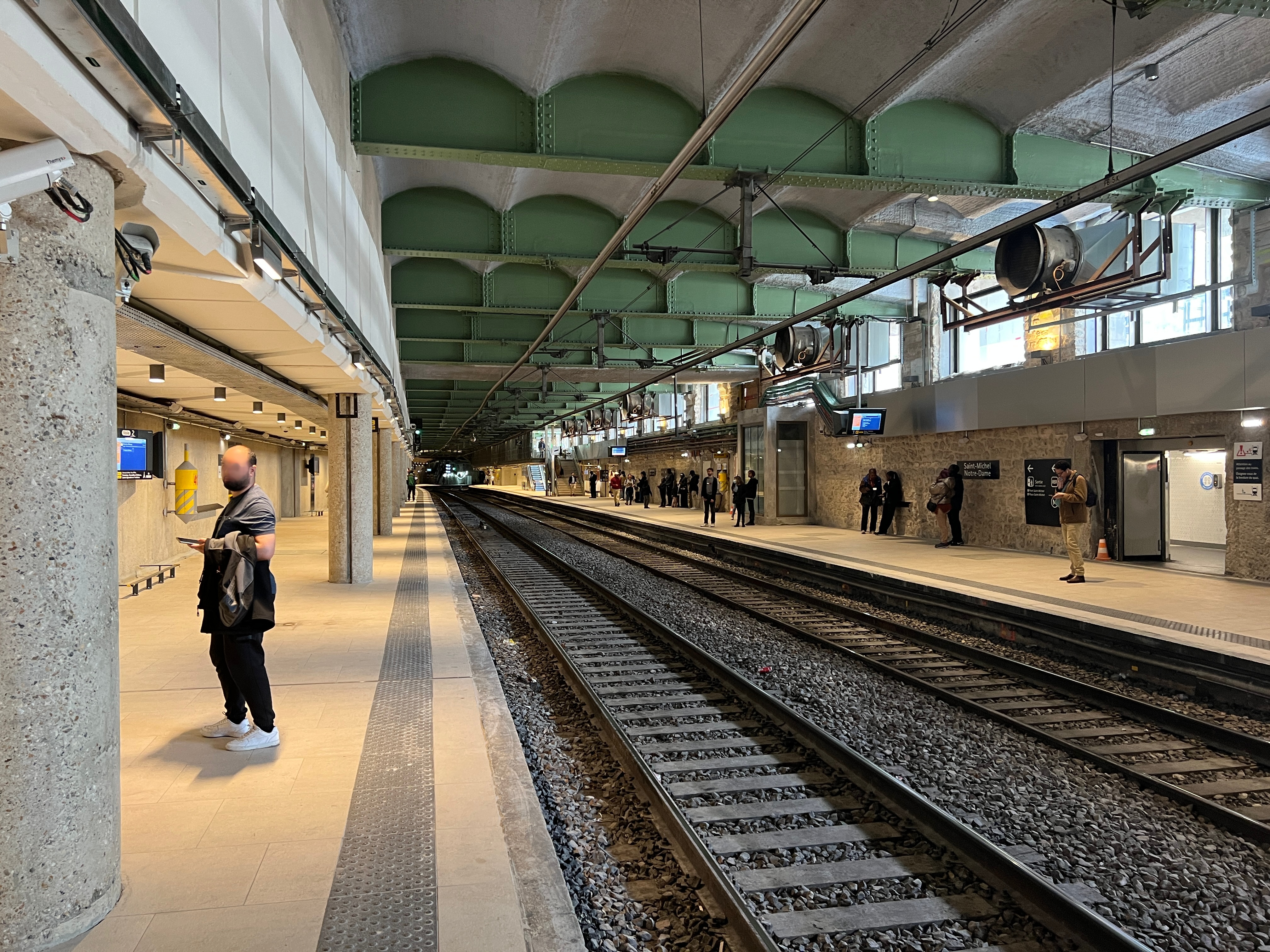
RER C線月台 (2023年5月)

## 历史
- 1900年5月28日，开通使用。
- 1979年9月26日，大区快铁C线开始使用本站。
- 1988年2月17日，大区快铁B线开始使用本站。